# Championnat d'Europe des rallyes 2025
Navigation
Édition précédente Édition suivante
L'European Rally Championship 2025 (Championnat d'Europe des Rallyes) est la 73e saison du Championnat d'Europe des Rallyes FIA, le championnat continental européen de rallye. Il s'agit également de la douzième saison consécutive depuis la fusion du Championnat d'Europe des Rallyes et de l'Intercontinental Rally Challenge. Il débute le 4 avril au Rallye Sierra Morena et se termine le 5 octobre au Rallye de Croatie.
La saison a été marquée par le décès du pilote ERC Junior Matteo Doretto lors d'un test pré-événement avant le Rallye de Pologne 2025.
Les équipes et les équipages s'affrontent lors de huit épreuves, au cours desquelles les titres continentaux pour les pilotes, les copilotes et les équipes sont décernés. Comme d'habitude, les voitures utilisées sont conformes à la réglementation du Groupe R, et la catégorie la plus élevée autorisée est le Rally2 (anciennement R5), immédiatement inférieur au Rally1, protagoniste du Championnat du monde des rallyes.
Les champions en titre Hayden Paddon et John Kennard, après avoir remporté un deuxième titre consécutif la saison dernière sur une Hyundai i20 N Rally2, ne sont pas présents car se concentrent sur le championnat australien des rallyes. Leur équipe italienne, la BRC Racing Team, défendra le titre par équipe.
Le championnat est soutenue par la catégorie ERC-3, réservée aux voitures de classe Rally3, et la catégorie ERC-4, réservée aux voitures à deux roues motrices de classe Rally4 et Rally5, le trophée ERC Junior, ouvert aux pilotes âgés de 27 ans et moins au 1er janvier 2025, qui se disputera lors d'événements sélectionnés, le trophée ERC Tyre Suppliers, dédié aux fournisseurs de pneus, et le Fiesta Rally3 Trophy. De plus, une nouvelle catégorie a été introduite cette année : le Master ERC, qui comprend les mêmes règles que la catégorie du championnat du monde.

## Catégories
- FIA ERC: Championnat principal ouvert à toutes les voitures homologuées FIA actuelles dans les classes sportives RC2 à RC5, les voitures Rally2 étant les principales prétendantes.
- FIA ERC3: Deuxième niveau, spécifiquement pour la classe Rally3
- FIA ERC4: Troisième niveau ERC, le premier réservé aux voitures à traction avant. Autorise les voitures Rally4 et Rally5 .
- FIA ERC Junior: réservé aux pilotes âgés de 27 ans et moins au 1er janvier 2025, pilotant des voitures de Rally4 et Rally5. Ce championnat se disputera sur six des huit manches.
- FIA Master ERC: pour les pilotes âgés de plus de 50 ans au début de la saison.
- Championnat d'Europe des Rallyes FIA par équipes: chaque équipe peut nommer un maximum de trois voitures (de toutes catégories), en comptant les deux voitures les mieux classées de chaque équipe.
- Championnat d'Europe des Rallyes FIA pour les fournisseurs de pneus: un fournisseur de pneus désigné peut marquer des points avec les deux voitures Rally2 les mieux placées inscrites en ERC.

## Calendrier
La saison 2025 se déroule en huit manches, comme la saison précédente, répartis en Europe centrale, du Nord et du Sud. Cinq manches sont reconduites par rapport à la saison dernière. Deux nouveaux rallyes, déjà connus en WRC, ont été ajoutés au Championnat d'Europe: le Rallye de Croatie et le tout nouveau Rallye d'Espagne Sierra Morena. Ils remplacent les Rallyes des Canaries et de Silésie.
| Manche     | Date de début | Date de fin | Rallye                             | Siège du rallye                       | Surface | Étapes       | Distance     | Réf.  |
| ---------- | ------------- | ----------- | ---------------------------------- | ------------------------------------- | ------- | ------------ | ------------ | ----- |
| 1          | 4 avril       | 6 avril     | Rallye Sierra Morena               | Cordoue, Andalousie                   | Macadam | 13           | 209,96 km    | [ 2 ] |
| 2          | 9 mai         | 11 mai      | Rallye de Hongrie                  | Veszprém, Comté de Veszprém           | Gravier | 13           | 191,01 km    | [ 3 ] |
| 3          | 29 mai        | 31 mai      | Rassemblement royal de Scandinavie | Karlstad, comté de Värmland           | Gravier | 17           | 185,35 km    | [ 4 ] |
| 4          | 13 juin       | 15 juin     | Rallye de Pologne                  | Mikołajki, Voïvodie de Varmie-Mazurie | Gravier | 14           | 190,40 km    | [ 5 ] |
| 5          | 4 juillet     | 6 juillet   | Rallye de Rome Capitale            | Fiuggi, Latium                        | Macadam | À déterminer | À déterminer |       |
| 6          | 15 août       | 17 août     | Barum Czech Rally Zlín             | Zlín, région de Zlín                  | Macadam | À déterminer | À déterminer |       |
| 7          | 5 septembre   | 7 septembre | Rali Ceredigion                    |                                       | Macadam | À déterminer | À déterminer |       |
| 8          | 3 octobre     | 5 octobre   | Rallye de Croatie                  |                                       | Macadam | À déterminer | À déterminer |       |
| Sources :, |               |             |                                    |                                       |         |              |              |       |

### Modifications par rapport à la saison 2024
- Le Rallye des îles Canaries, qui fait partie du calendrier ERC depuis 2016 et faisait auparavant partie de l'Intercontinental Rally Challenge, est passé au WRC pour 2025. Le Rally Sierra Morena a été ajouté au calendrier à la place.
- Le Rallye d'Estonie est retiré du calendrier pour revenir au WRC.
- Le Rallye de Pologne revient au calendrier après une apparition unique en WRC en 2024, le Rallye de Silésie étant supprimé.
- Le Rallye de Croatie revient au calendrier pour la première fois depuis 2013. Il a été déplacé d'avril, où il se déroulait dans le cadre du WRC à octobre.
- Le Royal Rally of Scandinavia et le Rali Ceredigion ne comptent pas pour le calendrier ERC Junior. Le Rally di Roma Capitale et le Rally Barum Zlín reviennent au programme ERC Junior après avoir été absents en 2024.

## Règlement

### Modifications par rapport à la saison 2024
- Longueur minimale de l'étape qualificative : Compte tenu de l'intensité de la compétition en ERC, l'étape qualificative doit mesurer au moins six kilomètres afin de donner une plus grande importance à cet élément crucial d'une épreuve ERC. L'obligation de parc fermé après les qualifications étant supprimée, les concurrents qualifiés peuvent participer au shakedown s'ils le souhaitent.
- Ordre de passage : les concurrents inscrits à l'ERC courront ensemble dans leurs catégories respectives pendant toute la durée de l'épreuve. Les équipages ERC partiront en premier, suivis des ERC3, Junior ERC et ERC4.
- Master ERC : après le succès de la WRC Master Cup, le Championnat FIA Master ERC est une nouveauté de l'ERC pour les pilotes de plus de 50 ans au début de la saison

- Protection de l'environnement : Tous les événements ERC doivent obtenir au moins deux étoiles d'accréditation environnementale FIA. Toutes les équipes ERC inscrites doivent obtenir une étoile d'accréditation, et tous les fournisseurs de pneumatiques ERC doivent obtenir trois étoiles.

- Fiesta Rally3 Trophy Award : le vainqueur du ERC Fiesta Rally3 Trophy a droit à une manche entièrement financée dans une Fiesta Rally2 sur le Rallye Ceredigion en guise de prix

- Soutien renforcé des constructeurs : Škoda et Stellantis ont renforcé leurs programmes d'incitation ERC pour 2025. Škoda Motorsport a étendu son programme de récompenses clients pour les équipes inscrites qui concourent avec n'importe quelle variante de la Škoda Fabia Rally2. Ils pourront bénéficier de 40 000 € de bons d'achat par épreuve, ainsi que d'une réduction de 90 000 € sur l'achat d'une nouvelle Škoda Fabia RS Rally2 en fin de saison. Le vainqueur de la Stellantis Motorsport Rally Cup IRE & UK pourra quant à lui remporter un package de prix pour une campagne ERC 2026 d'une valeur de 40 000 € à utiliser en Junior ERC ou en ERC4, selon son âge. Lancia, avec la nouvelle Ypilson Rally4 , récompensera le champion italien Junior 2025 en lui offrant un volant financé avec l'équipe officielle Lancia en Junior ERC en 2026, marquant ainsi le retour du constructeur emblématique en ERC.

## Voitures

### ERC
| Constructeur | Modèle           | Cylindrée | Puissance |  |
| ------------ | ---------------- | --------- | --------- |  |
| Citroën      | C3 Rally2        | 1.6       | 282 ch    |  |
| Ford         | Fiesta Rally2    | 1.6       | 290 ch    |  |
| Hyundai      | i20 N Rally2     | 1.6       | 290 ch    |  |
| Škoda        | Fabia RS Rally2  | 1.6       | 290 ch    |  |
| Škoda        | Fabia Rally2 evo | 1.6       | 290 ch    |  |
| Škoda        | Fabia R5         | 1.6       | 290 ch    |  |
| Toyota       | GR Yaris Rally2  | 1.6       | 286 ch    |  |
| Volkswagen   | Polo GTI R5      | 1.6       | 272 ch    |  |

### ERC3
| Constructeur | Modèle        | Cylindrée | Puissance |  |
| ------------ | ------------- | --------- | --------- |  |
| Ford         | Fiesta Rally3 | 1.5       | 235 ch    |  |
| Renault      | Clio Rally3   | 1.3       | 260 ch    |  |

### ERC4
| Constructeur | Modèle            | Cylindrée | Puissance |  |
| ------------ | ----------------- | --------- | --------- |  |
| Ford         | Fiesta Rally4     | 1.0       | 209 ch    |  |
| Lancia       | Ypsilon Rally4 HF | 1.2       | 212 ch    |  |
| Opel         | Corsa Rally4      | 1.2       | 212 ch    |  |
| Peugeot      | 208 Rally4        | 1.2       | 212 ch    |  |
| Renault      | Clio Rally4       | 1.3       | 215 ch    |  |
| Renault      | Clio Rally5       | 1.3       | 180 ch    |  |

## Participants

### ERC
Le championnat est ouvert aux équipages à bord de voitures dont la catégorie reine est Rally2 et/ou R5, toutes deux appartenant à la classe RC2 (le deuxième niveau du rallye mondial), qui représente donc l'élite au sein du championnat européen.
| Engagé Rally2          | Engagé Rally2                            | Engagé Rally2       | Engagé Rally2            | Engagé Rally2 | Engagé Rally2 | Engagé Rally2 |
| Voiture                | Équipe                                   | Pilote              | Co-Pilote                | Pneu          | Manche        | Categorie     |
| ---------------------- | ---------------------------------------- | ------------------- | ------------------------ | ------------- | ------------- | ------------- |
| Citroën C3 Rally2      | TRT Rally Team                           | Mads Østberg        | Torstein Eriksen         | M             | 1–2, 5        |               |
| Citroën C3 Rally2      | TRT Rally Team                           | Mads Østberg        | Lucas Karlsson           | M             | 3, 6          |               |
| Citroën C3 Rally2      | TRT Rally Team                           | Mads Østberg        | Giovanni Bernacchini     | M             | 4             |               |
| Citroën C3 Rally2      | Citroën Rally Team                       | Unai de la Dehesa   | Daniel Sosa              | P             | 1             |               |
| Citroën C3 Rally2      | Team MRF Tyres                           | Miklós Csomós       | Attila Nagy              | M             | 2             |               |
| Citroën C3 Rally2      | Team MRF Tyres                           | Max McRae           | Cameron Fair             | M             | 2             |               |
| Citroën C3 Rally2      | MRF Tyres Dealer Team                    | Max McRae           | Cameron Fair             | M             | 3–6           |               |
| Citroën C3 Rally2      | IS Racing                                | Jakub Brzeziński    | Jakub Gerber             | P             | 4             |               |
| Citroën C3 Rally2      | F.P.F. Sport                             | Andrea Crugnola     | Pietro Elia Ometto       | P             | 5             |               |
| Citroën C3 Rally2      | EuroOil Team                             | Václav Pech Jr.     | Petr Uhel                | P             | 5             |               |
| Ford Fiesta Rally2     | M-Sport Ford WRT                         | Jon Armstrong       | Shane Byrne              | P             | 1–6           |               |
| Ford Fiesta Rally2     | B-A Promotion Kft.                       | András Hadik        | István Juhász            | P             | 1–2, 4–5      | Master ERC    |
| Ford Fiesta Rally2     | Past Racing                              | Daniel Alonso       | Rubén Arboleya           | H             | 1             | Master ERC    |
| Hyundai i20 N Rally2   | Kowax DST Racing                         | Simon Wagner        | Hanna Ostlender          | M             | 1, 5–6        |               |
| Hyundai i20 N Rally2   | Kowax DST Racing                         | Martin Vlček        | Jakub Kunst              | P             | 1–4           | Master ERC    |
| Hyundai i20 N Rally2   | Kowax DST Racing                         | Martin Vlček        | Jakub Kunst              | H             | 5             | Master ERC    |
| Hyundai i20 N Rally2   | Kowax DST Racing                         | Dariusz Biedrzyński | Rafał Fiołek             | M             | 1             | Master ERC    |
| Hyundai i20 N Rally2   | Kowax DST Racing                         | Dariusz Biedrzyński | Rafał Fiołek             | P             | 2–6           | Master ERC    |
| Hyundai i20 N Rally2   | Kowax DST Racing                         | Erik Cais           | Daniel Trunkát           | M             | 6             |               |
| Hyundai i20 N Rally2   | Team MRF Tyres                           | Stéphane Lefebvre   | Andy Malfoy              | M             | 1             |               |
| Hyundai i20 N Rally2   | Team MRF Tyres                           | James Williams      | Ross Whittock            | M             | 1             |               |
| Hyundai i20 N Rally2   | Hyundai Motor España                     | Pepe López          | David Vázquez            | P             | 1             |               |
| Hyundai i20 N Rally2   | Pécsi Sport Nonprofit Zrt.               | Antal Kovács        | Richárd Csáki            | H             | 2             |               |
| Škoda Fabia RS Rally2  | Team MRF Tyres                           | Simone Tempestini   | Sergiu Itu               | M             | 1–6           |               |
| Škoda Fabia RS Rally2  | Team MRF Tyres                           | Mārtiņš Sesks       | Renārs Francis           | M             | 4             |               |
| Škoda Fabia RS Rally2  | Team MRF Tyres                           | Miklós Csomós       | Krisztián Kertész        | M             | 6             |               |
| Škoda Fabia RS Rally2  | Team MRF Tyres                           | Chris Ingram        | Alex Kihurani            | M             | 6             |               |
| Škoda Fabia RS Rally2  | Auto Podbabská Škoda PSG ACCR Team       | Dominik Stříteský   | Igor Bacigál             | M             | 1–2           |               |
| Škoda Fabia RS Rally2  | Auto Podbabská Škoda PSG ACCR Team       | Dominik Stříteský   | Ondřej Krajča            | M             | 5             |               |
| Škoda Fabia RS Rally2  | Auto Podbabská Škoda PSG ACCR Team       | Dominik Stříteský   | Ladislav Kučera          | M             | 6             |               |
| Škoda Fabia RS Rally2  | J2X Rally Team                           | Nikolay Gryazin     | Konstantin Aleksandrov   | M             | 1             |               |
| Škoda Fabia RS Rally2  | J2X Rally Team                           | Jarosław Kołtun     | Ireneusz Pleskot         | M             | 1–2, 4–6      |               |
| Škoda Fabia RS Rally2  | J2X Rally Team                           | Zbigniew Gabryś     | Daniel Dymurski          | M             | 4             | Master ERC    |
| Škoda Fabia RS Rally2  | J2X Rally Team                           | Emil Lindholm       | Reeta Hämäläinen         | NC            | 5             |               |
| Škoda Fabia RS Rally2  | J2X Rally Team                           | Tomáš Kurka         | Karel Vajík              | M             | 6             | Master ERC    |
| Škoda Fabia RS Rally2  | Recalvi Team                             | José Antonio Suárez | Alberto Iglesias         | M             | 1             |               |
| Škoda Fabia RS Rally2  | Topp-Cars Rally Team                     | Martin László       | Viktor Bán               | M             | 1–2, 4        |               |
| Škoda Fabia RS Rally2  | Topp-Cars Rally Team                     | Henning Solberg     | Stéphane Prévot          | P             | 3             | Master ERC    |
| Škoda Fabia RS Rally2  | Topp-Cars Rally Team                     | Zoltán László       | György Kocsis            | H             | 5             | Master ERC    |
| Škoda Fabia RS Rally2  | Topp-Cars Rally Team                     | Zoltán László       | Richárd Csáki            | H             | 6             | Master ERC    |
| Škoda Fabia RS Rally2  | Proformance Service Kft Team Staff House | Norbert Herczig     | Ramón Ferencz            | P             | 2, 5          |               |
| Škoda Fabia RS Rally2  | Turán Motorsport SE                      | Frigyes Turán       | Gábor Zsiros             | H             | 2             | Master ERC    |
| Škoda Fabia RS Rally2  | Turán Motorsport SE                      | Jarosław Szeja      | Marcin Szeja             | P             | 4             |               |
| Škoda Fabia RS Rally2  | Borsod Talent MSE                        | Gábor Német         | Gergely Németh           | P             | 2             |               |
| Škoda Fabia RS Rally2  | Ba-Ro Motorsport                         | Miklós Bujdos       | Tamás Csontos            | H             | 2             | Master ERC    |
| Škoda Fabia RS Rally2  | Treff-Autóház Kft.                       | Sasa Ollé           | Rebeka Ollé              | P             | 3             | Master ERC    |
| Škoda Fabia RS Rally2  | Kowax DST Racing                         | Martin Vlček        | Jakub Kunst              | H             | 6             | Master ERC    |
| Škoda Fabia RS Rally2  | Agrotec Škoda Rally Team                 | Jan Kopecký         | Jiří Hovorka             | M             | 6             |               |
| Škoda Fabia RS Rally2  | Samohýl Škoda Team                       | Adam Březík         | Ondřej Krajča            | H             | 6             |               |
| Škoda Fabia RS Rally2  | Autospektrum Škoda Team                  | Filip Kohn          | Ross Whittock            | P             | 6             |               |
| Škoda Fabia Rally2 evo | Treff-Autóház Kft.                       | Sasa Ollé           | Rebeka Ollé              | P             | 2, 4          | Master ERC    |
| Škoda Fabia Rally2 evo | Top Trans Highway s.r.o.                 | David Tomek         | Vítězslav Baďura         | H             | 2, 4–6        |               |
| Škoda Fabia Rally2 evo | Tradepol Team                            | Tomasz Ociepa       | Paweł Pochroń            | P             | 2, 4          | Master ERC    |
| Škoda Fabia Rally2 evo | Kowax DST Racing                         | Łukasz Byśkiniewicz | Daniel Siatkowski        | M             | 4             |               |
| Škoda Fabia Rally2 evo | Borsod Talent MSE                        | Piotr Krotoszyński  | Łukasz Jastrzębski       | P             | 4             |               |
| Škoda Fabia Rally2 evo | Turán Motorsport SE                      | Piotr Krotoszyński  | Marcin Szeja             | M             | 5             |               |
| Škoda Fabia R5         | Pécsi Sport Nonprofit Zrt.               | Krzysztof Bubik     | Adrian Sadowski          | P             | 4             |               |
| Toyota GR Yaris Rally2 | Proformance Service Kft Team Staff House | Norbert Herczig     | Ramón Ferencz            | P             | 1             |               |
| Toyota GR Yaris Rally2 | Team MRF Tyres                           | Roope Korhonen      | Anssi Viinikka           | M             | 2–5           |               |
| Toyota GR Yaris Rally2 | Team MRF Tyres                           | Jan Solans          | Rodrigo Sanjuan          | M             | 5             |               |
| Toyota GR Yaris Rally2 | Team MRF Tyres                           | Benjamin Korhola    | Kristian Temonen         | M             | 5             |               |
| Toyota GR Yaris Rally2 | Team MRF Tyres                           | Stéphane Lefebvre   | Andy Malfoy              | M             | 6             |               |
| Toyota GR Yaris Rally2 | MRF Tyres Dealer Team                    | Stéphane Lefebvre   | Andy Malfoy              | M             | 3–4           |               |
| Toyota GR Yaris Rally2 | T-Racing                                 | Fabio Andolfi       | Marco Menchini           | P             | 5             |               |
| Toyota GR Yaris Rally2 | ACCR Toyota Dolák                        | Filip Mareš         | Radovan Bucha            | H             | 6             |               |
| Volkswagen Polo GTI R5 | Team MRF Tyres                           | Frank Tore Larsen   | Lars-Håkon Lundgreen     | M             | 3             |               |
| Engagé privé           |                                          |                     |                          |               |               |               |
| Citroën C3 Rally2      | Engagé sous le nom du constructeur       | Efrén Llarena       | Sara Fernández           | M             | 1             |               |
| Citroën C3 Rally2      | Engagé sous le nom du constructeur       | Yoann Bonato        | Benjamin Boulloud        | M             | 1             |               |
| Citroën C3 Rally2      | Engagé sous le nom du constructeur       | Maxime Potty        | Renaud Herman            | NC            | 1             |               |
| Citroën C3 Rally2      | Engagé sous le nom du constructeur       | Norbert Maior       | Francesca Maria Maior    | H             | 2             |               |
| Citroën C3 Rally2      | Engagé sous le nom du constructeur       | Rachele Somaschini  | Giulia Zanchetta         | P             | 5             |               |
| Ford Fiesta Rally2     | Engagé sous le nom du constructeur       | Eamonn Boland       | Michael Joseph Morrissey | P             | 5             | Master ERC    |
| Škoda Fabia RS Rally2  | Engagé sous le nom du constructeur       | Mikołaj Marczyk     | Szymon Gospodarczyk      | M             | 1–6           |               |
| Škoda Fabia RS Rally2  | Engagé sous le nom du constructeur       | Andrea Mabellini    | Virginia Lenzi           | P             | 1–6           |               |
| Škoda Fabia RS Rally2  | Engagé sous le nom du constructeur       | Robert Virves       | Jakko Viilo              | H             | 1             |               |
| Škoda Fabia RS Rally2  | Engagé sous le nom du constructeur       | Jakub Matulka       | Damian Syty              | M             | 1–6           |               |
| Škoda Fabia RS Rally2  | Engagé sous le nom du constructeur       | Philip Allen        | Craig Drew               | M             | 1–6           |               |
| Škoda Fabia RS Rally2  | Engagé sous le nom du constructeur       | Jos Verstappen      | Renaud Jamoul            | P             | 1–5           | Master ERC    |
| Škoda Fabia RS Rally2  | Engagé sous le nom du constructeur       | Roberto Blach Jr.   | Mauro Barreiro           | P             | 1–2, 4–5      |               |
| Škoda Fabia RS Rally2  | Engagé sous le nom du constructeur       | Isak Reiersen       | Stefan Gustavsson        | H             | 2–4           |               |
| Škoda Fabia RS Rally2  | Engagé sous le nom du constructeur       | Bogdan Cuzma        | Marc Banca               | M             | 2             |               |
| Škoda Fabia RS Rally2  | Engagé sous le nom du constructeur       | Mille Johansson     | Johan Grönvall           | H             | 3–4           |               |
| Škoda Fabia RS Rally2  | Engagé sous le nom du constructeur       | Mille Johansson     | Johan Grönvall           | P             | 6             |               |
| Škoda Fabia RS Rally2  | Engagé sous le nom du constructeur       | Grzegorz Grzyb      | Adam Binięda             | P             | 4             |               |
| Škoda Fabia RS Rally2  | Engagé sous le nom du constructeur       | Giandomenico Basso  | Lorenzo Granai           | P             | 5             | Master ERC    |
| Škoda Fabia RS Rally2  | Engagé sous le nom du constructeur       | Boštjan Avbelj      | Elia De Guio             | P             | 5             |               |
| Škoda Fabia RS Rally2  | Engagé sous le nom du constructeur       | Roberto Daprà       | Luca Guglielmetti        | P             | 5             |               |
| Škoda Fabia RS Rally2  | Engagé sous le nom du constructeur       | Simone Campedelli   | Tania Canton             | M             | 5             |               |
| Škoda Fabia RS Rally2  | Engagé sous le nom du constructeur       | Antonio Rusce       | Gabriele Zanni           | P             | 5             | Master ERC    |
| Škoda Fabia RS Rally2  | Engagé sous le nom du constructeur       | Davide Porta        | Andrea Quistini          | P             | 5             |               |
| Škoda Fabia RS Rally2  | Engagé sous le nom du constructeur       | Vittorio Ceccato    | Paolo Garavaldi          | P             | 5             | Master ERC    |
| Škoda Fabia RS Rally2  | Engagé sous le nom du constructeur       | Ján Kundlák         | Peter Baran              | H             | 6             |               |
| Škoda Fabia Rally2 evo | Engagé sous le nom du constructeur       | Mille Johansson     | Johan Grönvall           | H             | 1, 5          |               |
| Škoda Fabia Rally2 evo | Engagé sous le nom du constructeur       | Wojciech Musiał     | Konrad Dudziński         | P             | 4             |               |
| Škoda Fabia R5         | Engagé sous le nom du constructeur       | Tommi Jylhä         | Mika Nevanpää            | P             | 3             |               |
| Toyota GR Yaris Rally2 | Engagé sous le nom du constructeur       | Eyvind Brynildsen   | Jørn Listerud            | P             | 3             |               |
| Toyota GR Yaris Rally2 | Engagé sous le nom du constructeur       | Efrén Llarena       | Sara Fernández           | M             | 5             |               |
| Toyota GR Yaris Rally2 | Engagé sous le nom du constructeur       | Marco Signor        | Daniele Michi            | M             | 5             |               |
| Sources,:              |                                          |                     |                          |               |               |               |

### ERC3
| Engagé Rally3       | Engagé Rally3                      | Engagé Rally3        | Engagé Rally3         | Engagé Rally3 | Engagé Rally3 | Engagé Rally3 |
| Voiture             | Équipe                             | Pilote               | Co-Pilote             | Pneus         | Manche        |               |
| ------------------- | ---------------------------------- | -------------------- | --------------------- | ------------- | ------------- | ------------- |
| Ford Fiesta Rally3  | Grupa PGS RT                       | Igor Widłak          | Daniel Dymurski       | P             | 1–3           | FRally3T      |
| Ford Fiesta Rally3  | Grupa PGS RT                       | Igor Widłak          | Michał Marczewski     | P             | 4             | FRally3T      |
| Ford Fiesta Rally3  | Grupa PGS RT                       | Hubert Laskowski     | Daniel Dymurski       | P             | 5             | FRally3T      |
| Ford Fiesta Rally3  | IK Sport Racing                    | Martin Ravenščak     | Dora Ravenščak        | P             | 1–3, 5–6      | FRally3T      |
| Ford Fiesta Rally3  | OLP Motorsport Kft.                | Márton Bertalan      | Róbert Paizs          | P             | 2             | FRally3T      |
| Ford Fiesta Rally3  | CRC Rally Team                     | Esmar-Arnold Unt     | Denisa-Alexia Parteni | P             | 2, 4          | FRally3T      |
| Ford Fiesta Rally3  | KMS Racing x VL                    | Taylor Gill          | Daniel Brkic          | P             | 5             | FRally3T      |
| Ford Fiesta Rally3  | Chooligan Racing Team              | Robert Kolčák        | Emil Horniaček        | M             | 6             | FRally3T      |
| Engagé privé        |                                    |                      |                       |               |               |               |
| Ford Fiesta Rally3  | Engagé sous le nom du constructeur | Tristan Charpentier  | Florian Barral        | P             | 1–5           | FRally3T      |
| Ford Fiesta Rally3  | Engagé sous le nom du constructeur | Adrian Rzeźnik       | Kamil Kozdroń         | P             | 1–6           | FRally3T      |
| Ford Fiesta Rally3  | Engagé sous le nom du constructeur | Tymoteusz Abramowski | Jakub Wróbel          | P             | 1, 3–6        | FRally3T      |
| Ford Fiesta Rally3  | Engagé sous le nom du constructeur | Tymoteusz Abramowski | Grzegorz Dachowski    | P             | 2             | FRally3T      |
| Ford Fiesta Rally3  | Engagé sous le nom du constructeur | Casey Jay Coleman    | Killian McArdle       | P             | 1–2, 4–5      | FRally3T      |
| Ford Fiesta Rally3  | Engagé sous le nom du constructeur | Casey Jay Coleman    | Lorcan Moore          | P             | 6             | FRally3T      |
| Ford Fiesta Rally3  | Engagé sous le nom du constructeur | Adam Grahn           | Maja Bengtsson        | P             | 1             | FRally3T      |
| Ford Fiesta Rally3  | Engagé sous le nom du constructeur | Adam Grahn           | Christoffer Bäck      | P             | 2, 4–5        | FRally3T      |
| Ford Fiesta Rally3  | Engagé sous le nom du constructeur | Adam Sroka           | Patryk Kielar         | P             | 4             | FRally3T      |
| Ford Fiesta Rally3  | Engagé sous le nom du constructeur | Adrian Łabuda        | Michał Kuśnierz       | P             | 4             | FRally3T      |
| Ford Fiesta Rally3  | Engagé sous le nom du constructeur | Tadeusz Bieńko       | Szymon Marciniak      | P             | 4             | FRally3T      |
| Ford Fiesta Rally3  | Engagé sous le nom du constructeur | Daniel Polášek       | Zdeněk Omelka         | P             | 6             | FRally3T      |
| Renault Clio Rally3 | Engagé sous le nom du constructeur | Hubert Kowalczyk     | Jarosław Hryniuk      | P             | 1–6           |               |
| Renault Clio Rally3 | Engagé sous le nom du constructeur | Aleksandar Tomov     | Dimitar Spasov        | P             | 1             |               |
| Renault Clio Rally3 | Engagé sous le nom du constructeur | Błażej Gazda         | Michał Jurgała        | P             | 1–6           |               |
| Renault Clio Rally3 | Engagé sous le nom du constructeur | Sebastian Butyński   | Łukasz Jastrzębski    | P             | 1–2, 5–6      |               |
| Renault Clio Rally3 | Engagé sous le nom du constructeur | Ville Vatanen        | Jarno Ottman          | M             | 2–4           |               |
| Sources,:           |                                    |                      |                       |               |               |               |

### ERC4
| Engagé Rally4 et Rally5       | Engagé Rally4 et Rally5            | Engagé Rally4 et Rally5 | Engagé Rally4 et Rally5 | Engagé Rally4 et Rally5 | Engagé Rally4 et Rally5 | Engagé Rally4 et Rally5 |
| Voiture                       | Équipe                             | Pilote                  | Co-Pilote               | Pneus                   | Manche                  | Categorie               |
| ----------------------------- | ---------------------------------- | ----------------------- | ----------------------- | ----------------------- | ----------------------- | ----------------------- |
| Ford Fiesta Rally4            | Team Estonia Autosport             | Mark-Egert Tiits        | Rainis Raidma           | H                       | 1–2, 4                  | ERC4J                   |
| Ford Fiesta Rally4            | Team Estonia Autosport             | Kevin Lempu             | Fredi Kostikov          | H                       | 2, 5                    | ERC4J                   |
| Lancia Ypsilon Rally4 HF      | Team Estonia Autosport             | Jaspar Vaher            | Sander Pruul            | H                       | 2, 4–6                  | ERC4J                   |
| Lancia Ypsilon Rally4 HF      | Motorsport Ireland Rally Academy   | Craig Rahill            | Conor Smith             | H                       | 6                       | ERC4J                   |
| Opel Corsa Rally4             | ADAC Opel Rallye Junior Team       | Calle Carlberg          | Jørgen Eriksen          | H                       | 1–2, 4–5                | ERC4J                   |
| Opel Corsa Rally4             | ADAC Opel Rallye Junior Team       | Calle Carlberg          | Torbjörn Carlberg       | H                       | 6                       | ERC4J                   |
| Opel Corsa Rally4             | ADAC Opel Rallye Junior Team       | Luca Pröglhöf           | Christina Ettel         | H                       | 1–2, 4–6                | ERC4J                   |
| Opel Corsa Rally4             | IK Sport Racing                    | Leevi Lassila           | Antti Linnaketo         | H                       | 1–2, 4–6                | ERC4J                   |
| Opel Corsa Rally4             | IK Sport Racing                    | Karl Peder Nordstrand   | Jørn Listerud           | H                       | 6                       | ERC4J                   |
| Opel Corsa Rally4             | AMC Sankt Vith                     | Tom Heindrichs          | Jonas Schmitz           | M                       | 5                       |                         |
| Opel Corsa Rally4             | Waldherr Motorsport Team           | Maximilian Lichtenegger | Gerald Winter           | M                       | 6                       | ERC4J                   |
| Peugeot 208 Rally4            | HRT Racing Kft.                    | Aoife Raftery           | Hannah McKillop         | H                       | 1–2, 4–6                | ERC4J                   |
| Peugeot 208 Rally4            | HRT Racing Kft.                    | Mihnea Hanea            | Natalie Hanea           | H                       | 2                       | ERC4J                   |
| Peugeot 208 Rally4            | Team Estonia Autosport             | Jaspar Vaher            | Sander Pruul            | H                       | 1                       | ERC4J                   |
| Peugeot 208 Rally4            | RACC Motorsport                    | Sergi Pérez Jr.         | Axel Coronado           | H                       | 1–2, 4–5                | ERC4J                   |
| Peugeot 208 Rally4            | RACC Motorsport                    | Jordi San Andrés        | Alberto Gil             | P                       | 1                       |                         |
| Peugeot 208 Rally4            | Motorsport Ireland Rally Academy   | Craig Rahill            | Conor Smith             | H                       | 1–2, 4–5                | ERC4J                   |
| Peugeot 208 Rally4            | Motorsport Ireland Rally Academy   | Keelan Grogan           | Ayrton Sherlock         | H                       | 1–2, 4–6                | ERC4J                   |
| Renault Clio Rally4           | Motorsport Italia                  | Michael Rendina         | Alice Caprile           | P                       | 5                       |                         |
| Engagé privé Rally4 et Rally5 |                                    |                         |                         |                         |                         |                         |
| Ford Fiesta Rally4            | Engagé sous le nom du constructeur | Brendan Cumiskey        | Arthur Kierans          | NC                      | 4                       |                         |
| Lancia Ypsilon Rally4 HF      | Engagé sous le nom du constructeur | Tuukka Kauppinen        | Veli-Pekka Karttunen    | H                       | 2, 4–5                  | ERC4J                   |
| Lancia Ypsilon Rally4 HF      | Engagé sous le nom du constructeur | Davide Pesavento        | Alessandro Michelet     | M                       | 5                       |                         |
| Lancia Ypsilon Rally4 HF      | Engagé sous le nom du constructeur | Gianandrea Pisani       | Nicola Biagi            | M                       | 5                       |                         |
| Lancia Ypsilon Rally4 HF      | Engagé sous le nom du constructeur | Giorgio Cogni           | Daiana Darderi          | M                       | 5                       |                         |
| Lancia Ypsilon Rally4 HF      | Engagé sous le nom du constructeur | Gabriel Di Pietro       | Andrea Dresti           | M                       | 5                       |                         |
| Lancia Ypsilon Rally4 HF      | Engagé sous le nom du constructeur | Nicolò Ardizzone        | Valentina Pasini        | M                       | 5                       |                         |
| Lancia Ypsilon Rally4 HF      | Engagé sous le nom du constructeur | Federico Francia        | Chiara Lombardi         | M                       | 5                       |                         |
| Lancia Ypsilon Rally4 HF      | Engagé sous le nom du constructeur | Denis Vigliaturo        | Ermanno Corradini       | M                       | 5                       |                         |
| Lancia Ypsilon Rally4 HF      | Engagé sous le nom du constructeur | Michael Lengauer        | Jürgen Rausch           | M                       | 5                       |                         |
| Lancia Ypsilon Rally4 HF      | Engagé sous le nom du constructeur | Andrea Mazzocchi        | Nicolò Gonella          | M                       | 5                       |                         |
| Lancia Ypsilon Rally4 HF      | Engagé sous le nom du constructeur | Emmanuele Fiore         | Pietro D'Agostino       | M                       | 5                       | Master ERC              |
| Lancia Ypsilon Rally4 HF      | Engagé sous le nom du constructeur | Emmanuele Rosso         | Federico Capilli        | M                       | 5                       |                         |
| Lancia Ypsilon Rally4 HF      | Engagé sous le nom du constructeur | Edoardo De Antoni       | Martina Musiari         | M                       | 5                       |                         |
| Lancia Ypsilon Rally4 HF      | Engagé sous le nom du constructeur | Dariusz Poloński        | Łukasz Sitek            | M                       | 5                       |                         |
| Lancia Ypsilon Rally4 HF      | Engagé sous le nom du constructeur | Adam Sroka              | Paweł Pochroń           | M                       | 5                       |                         |
| Lancia Ypsilon Rally4 HF      | Engagé sous le nom du constructeur | Mauro Porzia            | Arianna Genaro          | M                       | 5                       |                         |
| Lancia Ypsilon Rally4 HF      | Engagé sous le nom du constructeur | Giuseppe Piumatti       | Sonia Piumatti          | M                       | 5                       | Master ERC              |
| Opel Corsa Rally4             | Engagé sous le nom du constructeur | Timo Schulz             | Michael Wenzel          | H                       | 1–2                     | ERC4J                   |
| Opel Corsa Rally4             | Engagé sous le nom du constructeur | Maxim Decock            | Tom Buyse               | H                       | 1–2, 4                  | ERC4J                   |
| Opel Corsa Rally4             | Engagé sous le nom du constructeur | Cristian Sugár          | Vlad Colceriu           | H                       | 2                       | ERC4J                   |
| Peugeot 208 Rally4            | Engagé sous le nom du constructeur | Hubert Laskowski        | Esther Gutiérrez        | H                       | 1                       | ERC4J                   |
| Peugeot 208 Rally4            | Engagé sous le nom du constructeur | Ioan Lloyd              | Sion Williams           | H                       | 1–2, 4–6                | ERC4J                   |
| Peugeot 208 Rally4            | Engagé sous le nom du constructeur | Francesco Dei Ceci      | Nicolò Lazzarini        | H                       | 1–2, 4–6                | ERC4J                   |
| Peugeot 208 Rally4            | Engagé sous le nom du constructeur | Matteo Doretto          | Andrea Budoia           | H                       | 1–2                     | ERC4J                   |
| Peugeot 208 Rally4            | Engagé sous le nom du constructeur | Matteo Doretto          | Samuele Pellegrino      | H                       | 4                       | ERC4J                   |
| Peugeot 208 Rally4            | Engagé sous le nom du constructeur | Tuukka Kauppinen        | Topi Luhtinen           | H                       | 1                       | ERC4J                   |
| Peugeot 208 Rally4            | Engagé sous le nom du constructeur | Tommaso Sandrin         | Andrea Dal Maso         | H                       | 1–2, 4–6                | ERC4J                   |
| Peugeot 208 Rally4            | Engagé sous le nom du constructeur | Victor Hansen           | Ditte Kammersgaard      | H                       | 1–2, 4                  | ERC4J                   |
| Peugeot 208 Rally4            | Engagé sous le nom du constructeur | Victor Hansen           | Ditte Kammersgaard      | M                       | 3                       |                         |
| Peugeot 208 Rally4            | Engagé sous le nom du constructeur | Tom Kässer              | Stephan Schneeweiß      | H                       | 1                       |                         |
| Peugeot 208 Rally4            | Engagé sous le nom du constructeur | Tom Kässer              | Stephan Schneeweiß      | P                       | 2                       |                         |
| Peugeot 208 Rally4            | Engagé sous le nom du constructeur | Norman Kreuter          | Jeannette Kvick         | P                       | 2                       | Master ERC              |
| Peugeot 208 Rally4            | Engagé sous le nom du constructeur | Yohan Surroca           | Pierre Blot             | H                       | 5                       | ERC4J                   |
| Peugeot 208 Rally4            | Engagé sous le nom du constructeur | Patrik Hallberg         | John Stigh              | P                       | 5                       |                         |
| Renault Clio Rally4           | Engagé sous le nom du constructeur | Simon Andersson         | Jörgen Jönsson          | H                       | 1, 4                    | ERC4J                   |
| Renault Clio Rally4           | Engagé sous le nom du constructeur | Kevin Saraiva           | Beatriz Pinto           | H                       | 1, 5                    | ERC4J                   |
| Renault Clio Rally4           | Engagé sous le nom du constructeur | Catherine Rădulescu     | Bogdan Minea            | P                       | 1, 5                    |                         |
| Renault Clio Rally5           | Engagé sous le nom du constructeur | Ciprian Lupu            | Vlad Colceriu           | P                       | 1, 5                    |                         |
| Renault Clio Rally5           | Engagé sous le nom du constructeur | Artur Luca              | Mihai Supuran           | H                       | 2                       | ERC4J                   |
| Renault Clio Rally5           | Engagé sous le nom du constructeur | Artur Luca              | Vlad Colceriu           | H                       | 4                       | ERC4J                   |
| Sources,:                     |                                    |                         |                         |                         |                         |                         |

## Résultats

### Résumé de la saison
| Manche | Rallye                     | Pilote vainqueur   | Co*pilote vainqueur    | Équipe vainqueur   | Temps du vainqueur | Ref.   |
| ------ | -------------------------- | ------------------ | ---------------------- | ------------------ | ------------------ | ------ |
| 1      | Rally Sierra Morena        | Nikolay Gryazin    | Konstantin Aleksandrov | J2X Rally Team     | 2:01:49.5          | [ 14 ] |
| 2      | Rally Hungary              | Roope Korhonen     | Anssi Viinikka         | Team MRF Tyres     | 1:50:30.7          | [ 15 ] |
| 3      | Royal Rally of Scandinavia | Eyvind Brynildsen  | Jørn Listerud          | Eyvind Brynildsen  | 1:33:40.8          | [ 16 ] |
| 4      | Rally Poland               | Mārtiņš Sesks      | Renārs Francis         | Team MRF Tyres     | 1:37:56.4          | [ 17 ] |
| 5      | Rally di Roma Capitale     | Giandomenico Basso | Lorenzo Granai         | Giandomenico Basso | 2:04:11.2          |        |
| 6      | Barum Czech Rally Zlín     | Pays inconnu       | Pays inconnu           | Pays inconnu       |                    |        |
| 7      | Rali Ceredigion            | Pays inconnu       | Pays inconnu           | Pays inconnu       |                    |        |
| 8      | Croatia Rally              | Pays inconnu       | Pays inconnu           | Pays inconnu       |                    |        |

### Système de notation
Les points pour le classement final sont attribués conformément au tableau suivant en ERC, ERC3 et ERC4. En ERC, ERC3 et ERC4, les sept meilleurs scores des huit manches comptent pour le total final. En catégorie ERC Junior, les cinq meilleures manches sur six sont prises en compte.
| Position | 1er | 2e | 3ème | 4ème | 5ème | 6ème | 7ème | 8e | 9e | 10e | 11e | 12e | 13e | 14e | 15e |
| Points   | 30  | 24 | 21   | 19   | 17   | 15   | 13   | 11 | 9  | 7   | 5   | 4   | 3   | 2   | 1   |

Cinq points bonus sont également attribués aux vainqueurs de la Power Stage : quatre points pour la deuxième place, trois pour la troisième, deux pour la quatrième et un pour la cinquième. Les points Power Stage ne sont attribués que dans les principaux championnats pilotes et copilotes de l'ERC.
| Position | 1er | 2e | 3ème | 4ème | 5ème |
| Points   | 5   | 4  | 3    | 2    | 1    |

Les équipes peuvent inscrire un maximum de trois voitures sous un même nom pour marquer des points au championnat par équipes, les deux meilleures d'entre elles marquant des points. Les voitures pilotées par des pilotes prioritaires ERC4 marquent des points dans leur propre groupe.

### Championnats des pilotes

#### ERC
| Pos      | Pilote               | ESP | HUN | SWE | POL | ITA | CZE | GBR | CRO | Points |
| -------- | -------------------- | --- | --- | --- | --- | --- | --- | --- | --- | ------ |
| 1        | Mikołaj Marczyk      | 53  | 3   | 7   | 2   | 31  |     |     |     | 107    |
| 2        | Andrea Mabellini     | 41  | Ret | 42  | 84  | 25  |     |     |     | 85     |
| 3        | Mads Østberg         | 8   | 24  | 8   | 5   | 8   | WD  |     |     | 76     |
| 4        | Roope Korhonen       |     | 15  | 21  | Ret | Ret |     |     |     | 60     |
| 5        | Isak Reiersen        |     | 4   | 3   | 45  |     |     |     |     | 60     |
| 6        | Jon Armstrong        | Ret | 102 | 103 | 32  | 113 |     |     |     | 54     |
| 7        | Mille Johansson      | 7   |     | 6   | 7   | 15  |     |     |     | 42     |
| 8        | Mārtiņš Sesks        |     |     |     | 1   |     |     |     |     | 35     |
| 9        | Nikolay Gryazin      | 12  |     |     |     |     |     |     |     | 34     |
| 10       | Eyvind Brynildsen    |     |     | 15  |     |     |     |     |     | 31     |
| 11       | Giandomenico Basso   |     |     |     |     | 1   |     |     |     | 30     |
| 12       | Simone Tempestini    | Ret | Ret | 9   | 63  | Ret |     |     |     | 27     |
| 13       | Yoann Bonato         | 24  |     |     |     |     |     |     |     | 26     |
| 14       | Roberto Daprà        |     |     |     |     | 42  |     |     |     | 23     |
| 15       | José Antonio Suárez  | 35  |     |     |     |     |     |     |     | 22     |
| 16       | Frank Tore Larsen    |     |     | 54  |     |     |     |     |     | 19     |
| 17       | Andrea Crugnola      |     |     |     |     | 54  |     |     |     | 19     |
| 18       | Jakub Matulka        | 11  | Ret | 12  | 9   | Ret |     |     |     | 18     |
| 19       | Gábor Német          |     | 5   |     |     |     |     |     |     | 17     |
| 20       | Pepe López           | 6   |     |     |     |     |     |     |     | 15     |
| 21       | Norbert Maior        |     | 6   |     |     |     |     |     |     | 15     |
| 22       | Simone Campedelli    |     |     |     |     | 6   |     |     |     | 15     |
| 23       | Jos Verstappen       | 13  | 8   | Ret | Ret | WD  |     |     |     | 14     |
| 24       | Stéphane Lefebvre    | 9   |     | 11  | Ret |     | WD  |     |     | 14     |
| 25       | Sasa Ollé            |     | 7   | 21  | Ret |     |     |     |     | 13     |
| 26       | Efrén Llarena        | Ret |     |     |     | 7   |     |     |     | 13     |
| 27       | Norbert Herczig      | Ret | 9   |     |     | 12  |     |     |     | 13     |
| 28       | Boštjan Avbelj       |     |     |     |     | 9   |     |     |     | 9      |
| 29       | Roberto Blach Jr.    | 12  |     |     | 14  | 14  |     |     |     | 8      |
| 30       | Dominik Stříteský    | Ret | Ret |     |     | 10  |     |     |     | 7      |
| 31       | Simon Wagner         | 10  |     |     |     | Ret |     |     |     | 7      |
| 32       | Krzysztof Bubik      |     |     |     | 10  |     |     |     |     | 7      |
| 33       | Max McRae            |     | Ret | 24  | 11  | Ret | WD  |     |     | 5      |
| 34       | Antal Kovács         |     | 11  |     |     |     |     |     |     | 5      |
| 35       | Philip Allen         | Ret | 321 | Ret | Ret | Ret |     |     |     | 5      |
| 36       | Igor Widłak          | 34  | 12  | 20  | 28  |     |     |     |     | 4      |
| 37       | Jakub Brzeziński     |     |     |     | 12  |     |     |     |     | 4      |
| 38       | Tymoteusz Abramowski | 26  | 36  | 13  | 15  | 21  |     |     |     | 4      |
| 39       | Márton Bertalan      |     | 13  |     |     |     |     |     |     | 3      |
| 40       | Łukasz Byśkiniewicz  |     |     |     | 13  |     |     |     |     | 3      |
| 41       | Marco Signor         |     |     |     |     | 13  |     |     |     | 3      |
| 42       | Ville Vatanen        |     | 16  | 14  | 17  |     |     |     |     | 2      |
| 43       | Martin Vlček         | 20  | 14  | 19  | Ret | 57  |     |     |     | 2      |
| 44       | Unai de La Dehesa    | 14  |     |     |     |     |     |     |     | 2      |
| 45       | Tristan Charpentier  | 22  | 27  | 15  | 18  | Ret |     |     |     | 1      |
| 46       | András Hadik         | 15  | Ret |     | 20  | 50  |     |     |     | 1      |
| 47       | Hubert Kowalczyk     | 36  | 15  | Ret | 22  | 28  |     |     |     | 1      |
| Sources: |                      |     |     |     |     |     |     |     |     |        |

| Couleur | Résultat                                                         |
| ------- | ---------------------------------------------------------------- |
| Or      | Vainqueur                                                        |
| Argent  | 2e place                                                         |
| Bronze  | 3e place                                                         |
| Vert    | Classé, dans les points                                          |
| Bleu    | Classé, hors des points Non classé (Nc.)                         |
| Mauve   | Abandon (Ab.) Retrait (Re.)                                      |
| Noir    | Disqualifié (Dq.)                                                |
| Blanc   | N'a pas pris le départ (Np.) Forfait (Forf.) Épreuve annulée (A) |
| Aucune  | N'a pas participé (-)                                            |

#### ERC3
| Pos      | Pilote               | ESP | HUN | SWE | POL | ITA | CZE | GBR | CRO | Points |
| -------- | -------------------- | --- | --- | --- | --- | --- | --- | --- | --- | ------ |
| 1        | Igor Widłak          | 5   | 1   |     |     |     |     |     |     | 47     |
| 2        | Tristan Charpentier  | 1   | 6   |     |     |     |     |     |     | 45     |
| 3        | Hubert Kowalczyk     | 6   | 3   |     |     |     |     |     |     | 36     |
| 4        | Adrian Rzeźnik       | 2   | 9   |     |     |     |     |     |     | 33     |
| 5        | Tymoteusz Abramowski | 3   | 8   |     |     |     |     |     |     | 32     |
| 6        | Błażej Gazda         | 9   | 5   |     |     |     |     |     |     | 26     |
| 7        | Márton Bertalan      |     | 2   |     |     |     |     |     |     | 24     |
| 8        | Martin Ravenščak     | 4   | Ret |     |     |     |     |     |     | 19     |
| 9        | Ville Vatanen        |     | 4   |     |     |     |     |     |     | 19     |
| 10       | Sebastian Butyński   | 7   | Ret |     |     |     |     |     |     | 13     |
| 11       | Esmar-Arnold Unt     |     | 7   |     |     |     |     |     |     | 13     |
| 12       | Casey Jay Coleman    | 8   | Ret |     |     |     |     |     |     | 11     |
| Sources: |                      |     |     |     |     |     |     |     |     |        |

#### ERC4
| Pos      | Pilote             | ESP | HUN | SWE | POL | ITA | CZE | GBR | CRO | Points |
| -------- | ------------------ | --- | --- | --- | --- | --- | --- | --- | --- | ------ |
| 1        | Calle Carlberg     | 2   | 1   |     | 1   | 1   |     |     |     | 114    |
| 2        | Ioan Lloyd         | 5   | 5   |     | 2   | 5   |     |     |     | 75     |
| 3        | Victor Hansen      | 10  | 2   | 1   | 7   |     |     |     |     | 74     |
| 4        | Jaspar Vaher       | 3   | 4   |     | Ret | 3   |     |     |     | 61     |
| 5        | Sergi Pérez Jr.    | 1   | 10  |     | 6   | Ret |     |     |     | 52     |
| 6        | Craig Rahill       | 4   | Ret |     | Ret | 4   |     |     |     | 38     |
| 7        | Matteo Doretto     | 7   | 3   |     | WD  |     |     |     |     | 34     |
| 8        | Aoife Raftery      | 15  | 8   |     | 4   | 20  |     |     |     | 31     |
| 9        | Tuukka Kauppinen   | 20  | 13  |     | 3   | 11  |     |     |     | 29     |
| 10       | Gianandrea Pisani  |     |     |     |     | 2   |     |     |     | 24     |
| 11       | Francesco Dei Ceci | Ret | Ret |     | 9   | 7   |     |     |     | 22     |
| 12       | Keelan Grogan      | 13  | 11  |     | 8   | 14  |     |     |     | 21     |
| 13       | Mark-Egert Tiits   | 14  | Ret |     | 5   |     |     |     |     | 19     |
| 14       | Leevi Lassila      | Ret | 6   |     | 12  | 17  |     |     |     | 19     |
| 15       | Tommaso Sandrin    | 6   | Ret |     | Ret |     |     |     |     | 15     |
| 16       | Yohan Surroca      |     |     |     |     | 5   |     |     |     | 17     |
| 17       | Luca Pröglhöf      | 8   | 12  |     |     | Ret |     |     |     | 15     |
| 18       | Norman Kreuter     |     | 7   |     |     |     |     |     |     | 13     |
| 19       | Hubert Laskowski   | 9   |     |     |     |     |     |     |     | 9      |
| 20       | Kevin Lempu        |     | 9   |     |     |     |     |     |     | 9      |
| 21       | Simon Andersson    | 11  |     |     |     |     |     |     |     | 5      |
| 22       | Maxim Decock       | 12  | Ret |     |     |     |     |     |     | 4      |
| 23       | Artur Luca         |     | 14  |     |     |     |     |     |     | 2      |
| Sources: |                    |     |     |     |     |     |     |     |     |        |

#### Junior ERC
| 1        | Calle Carlberg     | 2   | 1   | 1   | 1   |  |  | 114 |
| 2        | Ioan Lloyd         | 5   | 5   | 2   | 4   |  |  | 77  |
| 3        | Jaspar Vaher       | 3   | 4   | Ret | 2   |  |  | 64  |
| 4        | Sergi Pérez Jr.    | 1   | 9   | 6   | Ret |  |  | 54  |
| 5        | Victor Hansen      | 10  | 2   | 7   |     |  |  | 44  |
| 6        | Craig Rahill       | 4   | Ret | Ret | 3   |  |  | 40  |
| 7        | Aoife Raftery      | 15  | 7   | 4   | 10  |  |  | 40  |
| 8        | Tuukka Kauppinen   | 17  | 12  | 3   | 7   |  |  | 38  |
| 9        | Matteo Doretto     | 7   | 3   | WD  |     |  |  | 34  |
| 10       | Keelan Grogan      | 13  | 10  | 8   | 8   |  |  | 32  |
| 11       | Leevi Lassila      | Ret | 6   | 12  | 9   |  |  | 28  |
| 12       | Francesco Dei Ceci | Ret | Ret | 9   | 6   |  |  | 24  |
| 13       | Mark-Egert Tiits   | 14  | Ret | 5   |     |  |  | 19  |
| 14       | Yohan Surroca      |     |     |     | 5   |  |  | 17  |
| 15       | Luca Pröglhöf      | 8   | 11  |     | Ret |  |  | 16  |
| 16       | Tommaso Sandrin    | 6   | Ret | Ret |     |  |  | 15  |
| 17       | Simon Andersson    | 11  |     | 10  |     |  |  | 12  |
| Sources: |                    |     |     |     |     |  |  |     |

### Championnats de copilotes

#### ERC
| Pos      | Co-Pilote              | ESP | HUN | SWE | POL | ITA | CZE | GBR | CRO | Points |
| -------- | ---------------------- | --- | --- | --- | --- | --- | --- | --- | --- | ------ |
| 1        | Szymon Gospodarczyk    | 53  | 3   |     |     |     |     |     |     | 44     |
| 2        | Torstein Eriksen       | 8   | 24  |     |     |     |     |     |     | 37     |
| 3        | Konstantin Aleksandrov | 12  |     |     |     |     |     |     |     | 34     |
| 4        | Anssi Viinikka         |     | 15  |     |     |     |     |     |     | 31     |
| 5        | Benjamin Boulloud      | 24  |     |     |     |     |     |     |     | 26     |
| 6        | Virginia Lenzi         | 41  | Ret |     |     |     |     |     |     | 24     |
| 7        | Alberto Iglesias       | 35  |     |     |     |     |     |     |     | 22     |
| 8        | Stefan Gustavsson      |     | 4   |     |     |     |     |     |     | 19     |
| 9        | Gergely Németh         |     | 5   |     |     |     |     |     |     | 17     |
| 10       | David Vázquez          | 6   |     |     |     |     |     |     |     | 15     |
| 11       | Francesca Maria Maior  |     | 6   |     |     |     |     |     |     | 15     |
| 12       | Renaud Jamoul          | 13  | 8   |     |     |     |     |     |     | 14     |
| 13       | Johan Grönvall         | 7   |     |     |     |     |     |     |     | 13     |
| 14       | Rebeka Ollé            |     | 7   |     |     |     |     |     |     | 13     |
| 15       | Shane Byrne            | Ret | 102 |     |     |     |     |     |     | 11     |
| 16       | Andy Malfoy            | 9   |     |     |     |     |     |     |     | 9      |
| 15       | Ramón Ferencz          | Ret | 9   |     |     |     |     |     |     | 9      |
| 18       | Hanna Ostlender        | 10  |     |     |     |     |     |     |     | 7      |
| 19       | Damian Syty            | 11  | Ret |     |     |     |     |     |     | 5      |
| 20       | Richárd Csáki          |     | 11  |     |     |     |     |     |     | 5      |
| 21       | Craig Drew             | Ret | 321 |     |     |     |     |     |     | 5      |
| 22       | Daniel Dymurski        | 34  | 12  |     |     |     |     |     |     | 4      |
| 23       | Mauro Barreiro         | 12  | Ret |     |     |     |     |     |     | 4      |
| 24       | Róbert Paizs           |     | 13  |     |     |     |     |     |     | 3      |
| 25       | Jakub Kunst            | 20  | 14  |     |     |     |     |     |     | 2      |
| 26       | Daniel Sosa            | 14  |     |     |     |     |     |     |     | 2      |
| 27       | Jarosław Hryniuk       | 36  | 15  |     |     |     |     |     |     | 1      |
| 28       | István Juhász          | 15  | Ret |     |     |     |     |     |     | 1      |
| Sources: |                        |     |     |     |     |     |     |     |     |        |

#### ERC3
| Pos      | Co-Pilote             | ESP | HUN | SWE | POL | ITA | CZE | GBR | CRO | Points |
| -------- | --------------------- | --- | --- | --- | --- | --- | --- | --- | --- | ------ |
| 1        | Daniel Dymurski       | 5   | 1   |     |     |     |     |     |     | 47     |
| 2        | Florian Barral        | 1   | 6   |     |     |     |     |     |     | 45     |
| 3        | Jarosław Hryniuk      | 6   | 3   |     |     |     |     |     |     | 36     |
| 4        | Kamil Kozdroń         | 2   | 9   |     |     |     |     |     |     | 33     |
| 5        | Michał Jurgała        | 9   | 5   |     |     |     |     |     |     | 26     |
| 6        | Róbert Paizs          |     | 2   |     |     |     |     |     |     | 24     |
| 7        | Jakub Wróbel          | 3   |     |     |     |     |     |     |     | 21     |
| 8        | Dora Ravenščak        | 4   | Ret |     |     |     |     |     |     | 19     |
| 9        | Jarno Ottman          |     | 4   |     |     |     |     |     |     | 19     |
| 10       | Łukasz Jastrzębski    | 7   | Ret |     |     |     |     |     |     | 13     |
| 11       | Denisa-Alexia Parteni |     | 7   |     |     |     |     |     |     | 13     |
| 12       | Killian McArdle       | 8   | Ret |     |     |     |     |     |     | 11     |
| 13       | Grzegorz Dachowski    |     | 8   |     |     |     |     |     |     | 11     |
| Sources: |                       |     |     |     |     |     |     |     |     |        |

#### ERC4
| Pos      | Co-Pilote          | ESP | HUN | SWE | POL | ITA | CZE | GBR | CRO | Points |
| -------- | ------------------ | --- | --- | --- | --- | --- | --- | --- | --- | ------ |
| 1        | Axel Coronado      | 1   |     |     |     |     |     |     |     | 30     |
| 2        | Jørgen Eriksen     | 2   |     |     |     |     |     |     |     | 24     |
| 3        | Sander Pruul       | 3   |     |     |     |     |     |     |     | 21     |
| 4        | Conor Smith        | 4   |     |     |     |     |     |     |     | 19     |
| 5        | Sion Williams      | 5   |     |     |     |     |     |     |     | 17     |
| 6        | Andrea Dal Maso    | 6   |     |     |     |     |     |     |     | 15     |
| 7        | Andrea Budoia      | 7   |     |     |     |     |     |     |     | 13     |
| 8        | Christina Ettel    | 8   |     |     |     |     |     |     |     | 11     |
| 9        | Esther Gutiérrez   | 9   |     |     |     |     |     |     |     | 9      |
| 10       | Ditte Kammersgaard | 10  |     |     |     |     |     |     |     | 7      |
| 11       | Jörgen Jönsson     | 11  |     |     |     |     |     |     |     | 5      |
| 12       | Tom Buyse          | 12  |     |     |     |     |     |     |     | 4      |
| 13       | Ayrton Sherlock    | 13  |     |     |     |     |     |     |     | 3      |
| 14       | Rainis Raidma      | 14  |     |     |     |     |     |     |     | 2      |
| 15       | Hannah McKillop    | 15  |     |     |     |     |     |     |     | 1      |
| Sources: |                    |     |     |     |     |     |     |     |     |        |

| Pos      | Équipe                           | ESP | HUN | SWE | POL | ITA | CZE | GBR | CRO | Points |
| -------- | -------------------------------- | --- | --- | --- | --- | --- | --- | --- | --- | ------ |
| 1        | J2X Rally Team                   | 1   |     |     |     |     |     |     |     | 30     |
| 1        | J2X Rally Team                   | DNS |     |     |     |     |     |     |     | 30     |
| 2        | Recalvi Team                     | 2   |     |     |     |     |     |     |     | 24     |
| 2        | Recalvi Team                     |     |     |     |     |     |     |     |     | 24     |
| 3        | Hyundai Motor España             | 3   |     |     |     |     |     |     |     | 21     |
| 3        | Hyundai Motor España             |     |     |     |     |     |     |     |     | 21     |
| 4        | TRT Rally Team                   | 4   |     |     |     |     |     |     |     | 19     |
| 4        | TRT Rally Team                   |     |     |     |     |     |     |     |     | 19     |
| 5        | Kowax DST Racing                 | 6   |     |     |     |     |     |     |     | 18     |
| 5        | Kowax DST Racing                 | 13  |     |     |     |     |     |     |     | 18     |
| 6        | Team MRF Tyres                   | 5   |     |     |     |     |     |     |     | 17     |
| 6        | Team MRF Tyres                   | Ret |     |     |     |     |     |     |     | 17     |
| 7        | Citroën Rally Team               | 7   |     |     |     |     |     |     |     | 13     |
| 7        | Citroën Rally Team               |     |     |     |     |     |     |     |     | 13     |
| 8        | B-A Promotion Kft.               | 8   |     |     |     |     |     |     |     | 11     |
| 8        | B-A Promotion Kft.               |     |     |     |     |     |     |     |     | 11     |
| 9        | Topp-Cars Rally Team             | 9   |     |     |     |     |     |     |     | 9      |
| 9        | Topp-Cars Rally Team             |     |     |     |     |     |     |     |     | 9      |
| 10       | RACC Motorsport                  | 10  |     |     |     |     |     |     |     | 7      |
| 10       | RACC Motorsport                  | 22  |     |     |     |     |     |     |     | 7      |
| 11       | ADAC Opel Rallye Junior Team     | 11  |     |     |     |     |     |     |     | 6      |
| 11       | ADAC Opel Rallye Junior Team     | 15  |     |     |     |     |     |     |     | 6      |
| 12       | Team Estonia Autosport           | 12  |     |     |     |     |     |     |     | 4      |
| 12       | Team Estonia Autosport           | 20  |     |     |     |     |     |     |     | 4      |
| 13       | Motorsport Ireland Rally Academy | 14  |     |     |     |     |     |     |     | 2      |
| 13       | Motorsport Ireland Rally Academy | 18  |     |     |     |     |     |     |     | 2      |
| Sources: |                                  |     |     |     |     |     |     |     |     |        |

### Championnat des fournisseurs de pneus
| Pos       | Fournisseur de pneus | ESP      | HUN | SWE | POL | ITA | CZE | GBR | CRO | Points |
| --------- | -------------------- | -------- | --- | --- | --- | --- | --- | --- | --- | ------ |
| 1         | Michelin             | 1        |     |     |     |     |     |     |     | 54     |
| 1         | Michelin             | 2        |     |     |     |     |     |     |     | 54     |
| 2         | Pirelli              | 3        |     |     |     |     |     |     |     | 34     |
| 2         | Pirelli              | 4        |     |     |     |     |     |     |     | 34     |
| 3         | Hankook              | 5        |     |     |     |     |     |     |     | 17     |
| 3         | Hankook              | Retraité |     |     |     |     |     |     |     | 17     |
| 4         | MRF                  | 6        |     |     |     |     |     |     |     | 15     |
| 4         | MRF                  | Retraité |     |     |     |     |     |     |     | 15     |
| Sources : |                      |          |     |     |     |     |     |     |     |        |